# Glypta cyclostoma
Glypta cyclostoma är en stekelart som beskrevs av Szepligeti 1898. Glypta cyclostoma ingår i släktet Glypta och familjen brokparasitsteklar. Inga underarter finns listade i Catalogue of Life.